# هان سكاك ينسن
هان سكاك ينسن (بالدنماركية: Hanne Skak Jensen)‏ مواليد 29 أبريل 1986 في الدنمارك، هي لاعبة كرة مضرب دانمركية بدأت مسيرتها كمحترفة سنة 2005 تلعب باليد اليمنى. أعلى تصنيف لها في الفردي كان المركز الـ 338 في سنة 2009.

## روابط خارجية
- هان سكاك ينسن على موقع رابطة محترفات التنس (الإنجليزية)
- هان سكاك ينسن على موقع الاتحاد الدولي لكرة المضرب (الإنجليزية)
- هان سكاك ينسن على موقع كأس بيلي جين كينغ (الإنجليزية)
- هان سكاك ينسن على موقع خلاصة التنس.كوم (الإنجليزية)